# Shariff Kabunsuan

Provinsens läge i Filippinerna

Shariff Kabunsuan var åren 2006-2008 en provins på ön Mindanao i Filippinerna. Den låg i regionen Muslimska Mindanao och hade ungefär 440 000 invånare (2006). Shariff Kabunsuan och provinsen Maguindanao, där Shariff Kabunsuan ingick fram till slutet av 2006, har totalt 4 900 km². En grov uppskattning är att var och en av de båda provinserna upptog ungefär hälften av denna totalyta.
Provinsen var indelad i 11 kommuner. Administrativ huvudort var Datu Odin Sinsuat.